# Ciclu biogeochimic
În cadrul științelor Pământului, ciclul biogeochimic reprezintă circuitul elementelor chimice necesare viețuitoarelor, în spațiul biotic (biosferă) și abiotic (litosfera, atmosferă și hidrosferă).
Conceptul a fost introdus de biochimistul Serghei Vinogradski și cuprinde următoarele componente:
- Circuitul apei în natură
- Circuitul carbonului
- Circuitul hidrogenului
- Circuitul oxigenului
- Circuitul azotului
- Circuitul sulfului
- Circuitul fosforului
- Circuitul metalelor în natură

Existența unor astfel de cicluri, conferă ecosferei o putere considerabilă de autoreglare, care asigură perenitatea sa și se manifestă printr-o rată constantă de circulație a fiecărui element prezent în mediu.
Intr-un ciclu biogeochimic se deosebesc un fond disponibil cu circulație rapidă (de pildă, azotul din sol) și un fond relativ nedisponibil cu deplasări mai lente (de pildă, azotul atmosferic).
În raport cu capacitatea substanței de a se reîntoarce în cantitate mai mare sau mai mică în circuit, deosebim două categorii de cicluri biogeochimice globale:
- Ciclurile relativ perfecte sau gazoase le întâlnim la azot, oxigen, carbon etc., în care rezervorul principal îl reprezintă atmosfera.
- Ciclurile relativ imperfecte sau sedimentare se întâlnesc la fosfor, calciu, fier, sulf etc., în care rezervorul principal al elementelor îl reprezintă litosfera.

## Evoluția ciclului biogeochimic
Circuitul substanțelor din biosferă este determinat de trei categorii de factori, abiotici, biotici și antropici, care au apărut succesiv de-a lungul evoluției geologice a Pământului:
- etapa abiogenă: desfășurată înainte de apariția vieții, perioadă în care circuitul materiei era unul geochimic, determinat numai de factorii abiotici.
- etapa biogenă: în care s-au format circuitele biogeochimice.
- etapa antropogenă: care începe odată cu apariția omului și aduce importante schimbări în desfășurarea circulației și evoluției materiei pe Pământ.

### Etapa abiogenă
Etapa abiogenă începe odată cu apariția Pământului, adică acum 4,6 miliarde de ani.
Conform celor mai noi teorii, Pământul, ca și celelalte planete ale Sistemului Solar s-au format dintr-o aglomerare de materie interstelară, în compoziția căreia intrau: hidrogen (peste 60% în procente de masă), heliu (circa 30%) și în cantități mai mici: carbon, azot, oxigen, o serie de elemente grele, gaze nobile, amoniac, metan, sulf, siliciu, magneziu, fier, vapori de apă.
Atmosfera terestră, formată prin degazeificarea magmei în procesul de răcire și cristalizare, avea în compoziție în special vapori de apă (90%) și în cantități mai mici: dioxid de carbon, monoxid de carbon, metan, hidrogen, dioxid de sulf.
Multe dintre aceste gaze, precum și altele ca: hidrogen sulfurat, acid fluorhidric, acid clorhidric, sunt generate prin intermediul descărcărilor electrice atmosferice.
Apariția hidrosferei devine posibilă când temperatura Pământului scade sub 100oC.
Datorită lipsei ecranului de ozon, radiațiile ultraviolete produc fotoliza apei și astfel ia naștere oxigenul liber.
Datorită încălzirii diferențiate între uscat și apă, a diferenței de presiune și a circulației atmosferice, se produce deplasarea unor mari cantități de apă, ceea ce determină formarea rețelei hidrografice.
|                   |
| Ciclul oxigenului |

|                |
| Circuitul apei |

|                      |
| Circuitul carbonului |